# Dominguito de Val

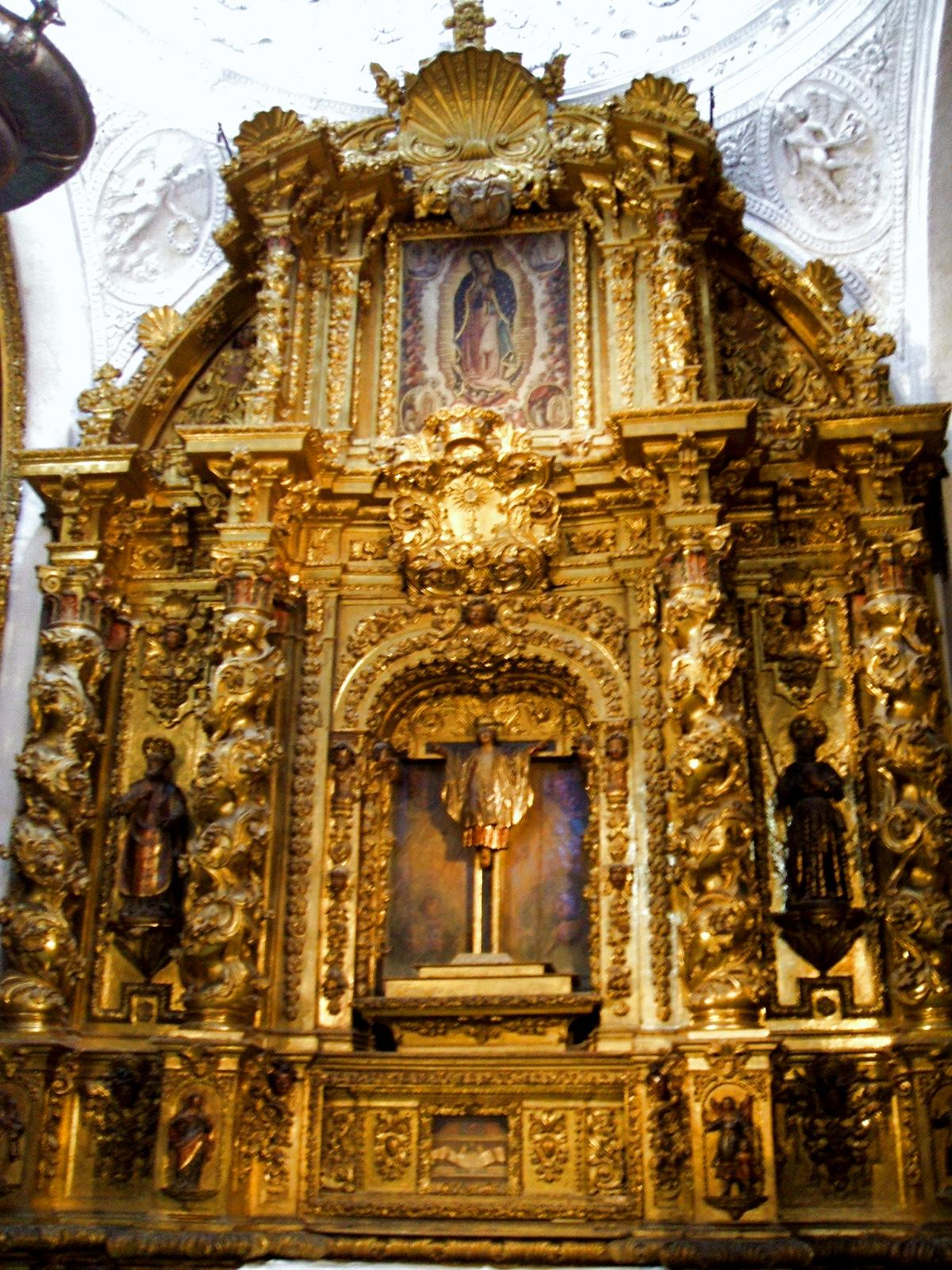
Kaplica św. Dominguito w katedrze w Saragossie

Dominguito de Val lub Dominguito del Val (ur. 1243, zm. 1250 w Saragossie) – hiszpański chłopiec, którego śmierć doprowadziła do oskarżenia Żydów o mord rytualny.
Dominguito, siedmioletni syn notariusza Sancho de Val i jego żony Isabel, śpiewał w chórze w katedrze La Seo w Saragossie i podstępem rzekomo miał zostać uprowadzony przez Żyda Albayuceto, który wraz z innymi żydami miał ukrzyżować chłopca i przebić mu serce. Potem odcięli zwłokom chłopca głowę i dłonie, a okaleczone ciało ukryli na brzegu rzeki Ebro. Jednak miejsce ukrycia zwłok miało wskazać cudowne światło. Zwłoki uroczyście przeniesiono do katedry, gdzie relikwie Dominguito są do dzisiaj czczone, zwłaszcza przez chłopców z chóru katedralnego. W 1671 r. wybudowano w katedrze w Saragossie nową kaplicę poświęconą wyłącznie kultowi kanonizowanego męczennika Dominguito, któremu tradycja przypisuje wiele cudów.